# Гітсвілл (Вірджинія)
Гітсвілл (англ. Heathsville) — переписна місцевість (CDP) в США, в окрузі Нортамберленд штату Вірджинія. Населення — 136 осіб (2020).

## Географія
Гітсвілл розташований за координатами 37°54′42″ пн. ш. 76°28′44″ зх. д. / 37.91167° пн. ш. 76.47889° зх. д. (37.911676, -76.478976).  За даними Бюро перепису населення США в 2010 році переписна місцевість мала площу 10,66 км², з яких 10,32 км² — суходіл та 0,34 км² — водойми.

## Демографія
Згідно з переписом 2010 року, у переписній місцевості мешкали 142 особи в 67 домогосподарствах у складі 41 родини. Густота населення становила 13 особи/км².  Було 102 помешкання (10/км²).
Расовий склад населення:
| - 85,2 % — білих - 11,3 % — чорних або афроамериканців - 3,5 % — осіб інших рас |

До двох чи більше рас належало 0,0 %. Частка іспаномовних становила 3,5 % від усіх жителів.
За віковим діапазоном населення розподілялося таким чином: 9,9 % — особи молодші 18 років, 62,6 % — особи у віці 18—64 років, 27,5 % — особи у віці 65 років та старші. Медіана віку мешканця становила 54,3 року. На 100 осіб жіночої статі у переписній місцевості припадало 118,5 чоловіків;  на 100 жінок у віці від 18 років та старших — 109,8 чоловіків також старших 18 років.
Середній дохід на одне домашнє господарство  становив 137 933 долари США (медіана — 147 321), а середній дохід на одну сім'ю — 137 933 долари (медіана — 147 321). 
Цивільне працевлаштоване населення становило 35 осіб. Основні галузі зайнятості: публічна адміністрація — 71,4 %, роздрібна торгівля — 17,1 %, мистецтво, розваги та відпочинок — 11,4 %.